# Marie Laissus
Pour les articles homonymes, voir Laissus.
Marie Laissus, née le 7 février 1978, est une snowboardeuse française de Méribel, spécialiste de l'épreuve du cross.
Elle participe aux Jeux olympiques d'hiver de 2006 à Turin où elle prend la 8e place de la compétition. Elle a arrêté les compétitions en 2006.
Actuellement monitrice de ski/snowboard à l’ESF Meribel l’hiver et tient des chalets à la montagne l’été.
Entraîneur(s) : N. Conte, N. Didry, P. Garnier

## Palmarès
- Coupe du monde
  - 4 victoires sur des épreuves de Coupe du monde
  - 2e de la Coupe du monde de snowboard cross en 2002